# Лонгова, Александра
Александра Лонгова (словац. Alexandra Longová; род. 7 февраля 1994, Братислава) — словацкая лучница, выступающая в соревнованиях по стрельбе из олимпийского лука.

## Карьера
Лонгова дебютировала в составе сборной Словакии в возрасте десяти лет и участвовала в многочисленных международных турнирах по стрельбе из лука, включая Европейские игры 2015 года, летние Олимпийские игры 2016 года чемпионаты Европы. В настоящее время Лонгова тренируется под руководством главного тренера Даниэля Кравачека за словацкую команду в клубе Blue Arrows в Братиславе.
Александра Лонгова завоевала серебряную медали в квалификационном турнире к Олимпиаде-2016, уступив в финале турчанке Ясемин Анагёз.
На летних Олимпийских играх 2016 года в Рио-де-Жанейро Лонгова вошла в делегацию стрелков из лука, впервые отправленных на Олимпийский турнир от Словакии. Она выступала только в индивидуальном первенстве. Лонгова набрала в рейтинговом раунде 641 очко, заняв 22 место. Лонгова в первом матче плей-офф против индийской лучницы Лакшмирани Маджхи победила со счётом 7:1, но затем попала на китаянку Ци Юйхун, всухую уступив по сетам.
Лонгова выступала в качестве популяризатора стрельбы из лука для молодого поколения на летних юношеских Олимпийских играх 2018 года в Буэнос-Айресе.